# 陳之漢遇刺案
2020年8月28日，健身教練及網路名人陳之漢於自營健身中心位於新北市林口區門市前遭到槍擊。

## 槍擊
2020年8月28日凌晨2時20分許，槍手劉丞浩趁陳之漢離開成吉思汗健身俱樂部林口旗艦店後朝他連開三槍，造成陳之漢小腿及手臂各中一槍，並送往林口長庚紀念醫院救治。陳之漢傷勢為右手臂一發槍擊穿透傷，子彈貫穿手臂後再擊中右大腿，另外右大腿也因中槍而造成粉碎性骨折，彈頭卡在腿內，而右小腿也中了一槍並且彈頭卡在腳踝中。劉丞浩於犯案之後搭上計程車前往距離犯案地點800公尺的新北市政府警察局林口分局文化派出所投案，所使用的犯案槍枝為IWI傑里科941半自動手槍及五發子彈。

## 偵查及審判
2020年8月28日，新北市政府警察局刑事警察大隊大隊長黃壬聰表示，該槍擊案應該與日前劉丞浩與陳之漢之間的糾紛有關。並於警方偵訊後依《中華民國刑法》殺人未遂罪移送臺灣新北地方檢察署。
臺灣新北地方檢察署重大刑案組檢察官陳詩詩指揮偵辦，以釐清劉丞浩犯案動機、槍枝來源等；8月28日晚間7時許複訊後，以劉丞浩涉嫌殺人未遂罪及違反《槍砲彈藥刀械管制條例》，犯罪嫌疑重大，且有逃亡及串供、滅證、或再度加害被害人之可能，向臺灣新北地方法院聲請羈押，並禁止接見通信。晚間10時50分，新北地方法院法官訊問後，裁定劉丞浩羈押，並禁止接見通信。
10月7日深夜至8日，再有9人因疑涉此案而被逮捕。
12月8日，再有5人因疑涉此案而被逮捕。
12月24日，有10人因疑涉此案而被新北地檢署提起公訴。
2021年7月7日，新北地方法院合議庭一審判決劉丞浩18年6個月有期徒刑、施俊吉16年有期徒刑，並同時要求在服刑前須入勞動場所強制工作3年。
2022年8月16日，臺灣高等法院二審對涉嫌館長的殺人未遂罪，各判5年、6年徒刑，並和其另犯的擄人勒贖案合併判刑，判處劉丞浩15年6月、施俊吉16年徒刑。
2023年1月13日，最高法院維持二審判決，判處劉丞浩15年6個月有期徒刑、施俊吉16年有期徒刑定讞。
後來檢警追查，此次槍擊案是竹聯幫和堂寶和會在幕後策劃，館長因此對寶和會組長施俊吉、槍手劉丞浩連帶求償2,000萬元。2023年6月27日，高院判決，施、劉須賠償327萬4,113元。全案可上訴。

## 後續
2020年8月30日，陳之漢宣布委任時代力量前立法委員黃國昌為律師討公道，並附上委任契約，註明無委任酬金，上頭蓋有黃國昌律師章印。
2022年11月28日，陳之漢痛批民進黨政府打擊黑幫犯罪不力，並斷言民進黨受黑道控制且與其槍擊相關。
2022年11月30日，陳之漢宣布，預定2023年在凱達格蘭大道舉辦「反黑金、反黑槍、反黑道」示威遊行。